# Torneos WTA en 2020
El Tour de la WTA 2020 es el circuito de la élite profesional del tenis, organizado por la Asociación de Tenis Femenino (WTA) para el año 2020. El WTA Tour 2020 comprende el calendario de torneos de Grand Slam (supervisado por la Federación Internacional de Tenis (ITF)), los Torneos WTA Premier (Premier Mandatory, Premier 5, y los Premier regulares), los Torneos WTA International, la Copa Federación de Tenis (organizada por la ITF) y los campeonatos de fin de año (el WTA Finals y el WTA Elite Trophy). También está incluido en el calendario de 2020 el torneo de los Juegos Olímpicos de Tokio, que no distribuye puntos para el Ranking.

## Calendario
Esta es la programación completa de los torneos durante el calendario de la WTA en 2020. Los torneos aparecen ordenados según su categoría y conforme se vayan disputando cronológicamente, figurando a su vez la tenista ganadora del torneo y el progreso de las jugadoras en cada torneo a partir de los cuartos de final. Para cada torneo se indica, además, el importe económico para premios, la superficie en la que se juega y el número de tenistas participantes.
Clave
| Grand Slam          |
| Juegos Olímpicos    |
| Finals              |
| Elite Trophy        |
| Premier Mandatory   |
| Premier 5           |
| Premier             |
| International       |
| Torneos por equipos |

### Enero
| Semana                  | Torneo | Campeonas                                              | Finalistas                         | Semifinalistas                      | Cuartos de final                                                  |
| ----------------------- | --- | ------------------------------------------------------ | ---------------------------------- | ----------------------------------- | ----------------------------------------------------------------- |
| 6 de enero              | Brisbane International Brisbane, Australia WTA Premier $1,500,000 – Dura – 30S/32Q/16D Cuadro Individual – Cuadro de Dobles                | Karolína Plíšková 6-4, 4-6, 7-5                        | Madison Keys                       | Petra Kvitová Naomi Osaka           | Jennifer Brady Danielle Collins Kiki Bertens Alison Riske         |
| 6 de enero              | Brisbane International Brisbane, Australia WTA Premier $1,500,000 – Dura – 30S/32Q/16D Cuadro Individual – Cuadro de Dobles                | Su-Wei Hsieh Barbora Strýcová 3-6, 7-6(7), [10-8]      | Ashleigh Barty Kiki Bertens        | Petra Kvitová Naomi Osaka           | Jennifer Brady Danielle Collins Kiki Bertens Alison Riske         |
| 6 de enero              | Shenzhen Open Shenzhen, China WTA International $775,000 – Dura – 32S/16Q/16D Cuadro Individual – Cuadro de Dobles                         | Ekaterina Alexandrova 6-2, 6-4                         | Elena Rybakina                     | Garbiñe Muguruza Kristýna Plíšková  | Zarina Diyas Qiang Wang Elise Mertens Kateryna Bondarenko         |
| 6 de enero              | Shenzhen Open Shenzhen, China WTA International $775,000 – Dura – 32S/16Q/16D Cuadro Individual – Cuadro de Dobles                         | Barbora Krejčíková Kateřina Siniaková 6-2, 3-6, [10-4] | Yingying Duan Saisai Zheng         | Garbiñe Muguruza Kristýna Plíšková  | Zarina Diyas Qiang Wang Elise Mertens Kateryna Bondarenko         |
| 6 de enero              | ASB Classic Auckland, Nueva Zelanda WTA International $275,000 – Dura – 32S/32Q/16D Cuadro Individual – Cuadro de Dobles                   | Serena Williams 6-3, 6-4                               | Jessica Pegula                     | Amanda Anisimova Caroline Wozniacki | Laura Siegemund Eugénie Bouchard Julia Görges Alizé Cornet        |
| 6 de enero              | ASB Classic Auckland, Nueva Zelanda WTA International $275,000 – Dura – 32S/32Q/16D Cuadro Individual – Cuadro de Dobles                   | Asia Muhammad Taylor Townsend 6-4, 6-4                 | Serena Williams Caroline Wozniacki | Amanda Anisimova Caroline Wozniacki | Laura Siegemund Eugénie Bouchard Julia Görges Alizé Cornet        |
| 13 de enero             | Adelaide International Adelaida, Australia WTA Premier $848,000 – Dura – 30S/24Q/16D Cuadro Individual – Cuadro de Dobles                  | Ashleigh Barty 6-2, 7-5                                | Dayana Yastremska                  | Danielle Collins Aryna Sabalenka    | Markéta Vondroušová Belinda Bencic Donna Vekić Simona Halep       |
| 13 de enero             | Adelaide International Adelaida, Australia WTA Premier $848,000 – Dura – 30S/24Q/16D Cuadro Individual – Cuadro de Dobles                  | Nicole Melichar Yifan Xu 2-6, 7-5, [10-5]              | Gabriela Dabrowski Darija Jurak    | Danielle Collins Aryna Sabalenka    | Markéta Vondroušová Belinda Bencic Donna Vekić Simona Halep       |
| 13 de enero             | Hobart International Hobart, Australia WTA International $275,000 – Dura – 32S/24Q/16D Cuadro Individual – Cuadro de Dobles                | Elena Rybakina 7-6(7), 6-3                             | Shuai Zhang                        | Heather Watson Veronika Kudermétova | Elise Mertens Lizette Cabrera Lauren Davis Garbiñe Muguruza       |
| 13 de enero             | Hobart International Hobart, Australia WTA International $275,000 – Dura – 32S/24Q/16D Cuadro Individual – Cuadro de Dobles                | Nadiia Kichenok Sania Mirza 6-4, 6-4                   | Shuai Peng Shuai Zhang             | Heather Watson Veronika Kudermétova | Elise Mertens Lizette Cabrera Lauren Davis Garbiñe Muguruza       |
| 20 de enero 27 de enero | Australian Open Melbourne, Australia Grand Slam A$32,846,000 – Dura 128S/128Q/64D/32X Cuadro Individual – Cuadro de Dobles – Dobles Mixtos | Sofia Kenin 4-6, 6-2, 6-2                              | Garbiñe Muguruza                   | Ashleigh Barty Simona Halep         | Petra Kvitová Ons Jabeur Anett Kontaveit Anastasia Pavlyuchenkova |
| 20 de enero 27 de enero | Australian Open Melbourne, Australia Grand Slam A$32,846,000 – Dura 128S/128Q/64D/32X Cuadro Individual – Cuadro de Dobles – Dobles Mixtos | Tímea Babos Kristina Mladenovic 6-2, 6-1               | Su-Wei Hsieh Barbora Strýcová      | Ashleigh Barty Simona Halep         | Petra Kvitová Ons Jabeur Anett Kontaveit Anastasia Pavlyuchenkova |
| 20 de enero 27 de enero | Australian Open Melbourne, Australia Grand Slam A$32,846,000 – Dura 128S/128Q/64D/32X Cuadro Individual – Cuadro de Dobles – Dobles Mixtos | Barbora Krejčíková Nikola Mektić 5-7, 6-4, [10-1]      | Bethanie Mattek-Sands Jamie Murray | Ashleigh Barty Simona Halep         | Petra Kvitová Ons Jabeur Anett Kontaveit Anastasia Pavlyuchenkova |

### Febrero
| Semana        | Torneo | Campeonas | Finalistas                                                                          | Semifinalistas                      | Cuartos de final                                                   |
| ------------- | --- | --- | ----------------------------------------------------------------------------------- | ----------------------------------- | ------------------------------------------------------------------ |
| 3 de febrero  | Fed Cup by BNP Paribas - Clasificación Everett, Estados Unidos, Dura (i) La Haya, Países Bajos, Tierra batida (i) Cluj-Napoca, Rumania, Dura (i) Florianópolis, Brasil, Tierra batida Cartagena, España, Tierra batida Biel/Bienne, Suiza, Dura (i) Cortrique, Bélgica, Dura (i) Bratislava, Eslovaquia, Tierra batida (i) | Ganadoras Estados Unidos 3-2 Bielorrusia 3-2 Rusia 3-2 Alemania 4-0 España 3-1 Suiza 3-1 Bélgica 3-1 Eslovaquia 3-1 | Perdedoras Letonia Países Bajos Rumanía Brasil Japón Canadá Kazajistán Gran Bretaña |                                     |                                                                    |
| 10 de febrero | St. Petersburg Ladies Trophy San Petersburgo, Rusia WTA Premier $848,000 – Dura (i) – 28S/24Q/16D Cuadro Individual – Cuadro de Dobles | Kiki Bertens 6-1, 6-3                                                                                               | Elena Rybakina                                                                      | María Sákkari Ekaterina Alexandrova | Belinda Bencic Océane Dodin Petra Kvitová Anastasia Potapova       |
| 10 de febrero | St. Petersburg Ladies Trophy San Petersburgo, Rusia WTA Premier $848,000 – Dura (i) – 28S/24Q/16D Cuadro Individual – Cuadro de Dobles | Shuko Aoyama Ena Shibahara 4-6, 6-0, [10-3]                                                                         | Kaitlyn Christian Alexa Guarachi                                                    | María Sákkari Ekaterina Alexandrova | Belinda Bencic Océane Dodin Petra Kvitová Anastasia Potapova       |
| 10 de febrero | GSB Thailand Open Hua Hin, Tailandia WTA International $275,000 – Dura – 32S/24Q/16D Cuadro Individual – Cuadro de Dobles | Magda Linette 6-3, 6-2                                                                                              | Leonie Küng                                                                         | Nao Hibino Patricia Maria Țig       | Elina Svitólina Qiang Wang Saisai Zheng Xiyu Wang                  |
| 10 de febrero | GSB Thailand Open Hua Hin, Tailandia WTA International $275,000 – Dura – 32S/24Q/16D Cuadro Individual – Cuadro de Dobles | Arina Rodiónova Storm Sanders 6-3, 6-3                                                                              | Barbara Haas Ellen Perez                                                            | Nao Hibino Patricia Maria Țig       | Elina Svitólina Qiang Wang Saisai Zheng Xiyu Wang                  |
| 17 de febrero | Dubai Duty Free Tennis Championships Dubái, Emiratos Árabes Unidos WTA Premier $2,908,770 – Dura – 30S/48Q/28D Cuadro Individual – Cuadro de Dobles | Simona Halep 3-6, 6-3, 7-6(5)                                                                                       | Elena Rybakina                                                                      | Jennifer Brady Petra Martić         | Aryna Sabalenka Garbiñe Muguruza Anett Kontaveit Karolína Plíšková |
| 17 de febrero | Dubai Duty Free Tennis Championships Dubái, Emiratos Árabes Unidos WTA Premier $2,908,770 – Dura – 30S/48Q/28D Cuadro Individual – Cuadro de Dobles | Su-Wei Hsieh Barbora Strýcová 7-5, 3-6, [10-5]                                                                      | Barbora Krejčíková Saisai Zheng                                                     | Jennifer Brady Petra Martić         | Aryna Sabalenka Garbiñe Muguruza Anett Kontaveit Karolína Plíšková |
| 24 de febrero | Qatar Total Open Doha, Catar WTA Premier 5 $3,240,445 – Dura – 56S/32Q/28D Cuadro Individual – Cuadro de Dobles | Aryna Sabalenka 6-3, 6-3                                                                                            | Petra Kvitová                                                                       | Ashleigh Barty Svetlana Kuznetsova  | Garbiñe Muguruza Ons Jabeur Belinda Bencic Saisai Zheng            |
| 24 de febrero | Qatar Total Open Doha, Catar WTA Premier 5 $3,240,445 – Dura – 56S/32Q/28D Cuadro Individual – Cuadro de Dobles | Su-Wei Hsieh Barbora Strýcová 6-2, 5-7, [10-2]                                                                      | Gabriela Dabrowski Jeļena Ostapenko                                                 | Ashleigh Barty Svetlana Kuznetsova  | Garbiñe Muguruza Ons Jabeur Belinda Bencic Saisai Zheng            |
| 24 de febrero | Abierto Mexicano Telcel presentado por HSBC Acapulco, México WTA International $275,000 – Dura – 32S/24Q/16D Cuadro Individual – Cuadro de Dobles | Heather Watson 6-4, 6-7(8), 6-1                                                                                     | Leylah Annie Fernandez                                                              | Renata Zarazúa Xiyu Wang            | Tamara Zidanšek Anastasia Potapova Christina McHale Lin Zhu        |
| 24 de febrero | Abierto Mexicano Telcel presentado por HSBC Acapulco, México WTA International $275,000 – Dura – 32S/24Q/16D Cuadro Individual – Cuadro de Dobles | Desirae Krawczyk Giuliana Olmos 6-3, 7-6(5)                                                                         | Kateryna Bondarenko Sharon Fichman                                                  | Renata Zarazúa Xiyu Wang            | Tamara Zidanšek Anastasia Potapova Christina McHale Lin Zhu        |

### Marzo
| Semana                  | Torneo | Campeonas                                           | Finalistas                                   | Semifinalistas                               | Cuartos de final                                                      |
| ----------------------- | --- | --------------------------------------------------- | -------------------------------------------- | -------------------------------------------- | --------------------------------------------------------------------- |
| 2 de marzo              | Open 6ème Sens – Métropole de Lyon Lyon, Francia WTA International $275,000 – Dura (i) – 32S/24Q/16D Cuadro Individual – Cuadro de Dobles | Sofia Kenin 6-2, 4-6, 6-4                           | Anna-Lena Friedsam                           | Alison Van Uytvanck Daria Kasátkina          | Océane Dodin Caroline Garcia Camila Giorgi Viktória Kužmová           |
| 2 de marzo              | Open 6ème Sens – Métropole de Lyon Lyon, Francia WTA International $275,000 – Dura (i) – 32S/24Q/16D Cuadro Individual – Cuadro de Dobles | Laura Ioana Paar Julia Wachaczyk 7-5, 6-4           | Lesley Kerkhove Bibiane Schoofs              | Alison Van Uytvanck Daria Kasátkina          | Océane Dodin Caroline Garcia Camila Giorgi Viktória Kužmová           |
| 2 de marzo              | Abierto GNP Seguros Monterrey, México WTA International $275,000 – Dura – 32S/32Q/16D Cuadro Individual – Cuadro de Dobles                | Elina Svitólina 7-5, 4-6, 6-4                       | Marie Bouzková                               | Arantxa Rus Johanna Konta                    | Leylah Annie Fernandez Rebecca Peterson Yafan Wang Anastasia Potapova |
| 2 de marzo              | Abierto GNP Seguros Monterrey, México WTA International $275,000 – Dura – 32S/32Q/16D Cuadro Individual – Cuadro de Dobles                | Kateryna Bondarenko Sharon Fichman 4-6, 6-3, [10-7] | Miyu Kato Yafan Wang                         | Arantxa Rus Johanna Konta                    | Leylah Annie Fernandez Rebecca Peterson Yafan Wang Anastasia Potapova |
| 9 de marzo 16 de marzo  | BNP Paribas Open Indian Wells, Estados Unidos WTA Premier Mandatory $ – Dura – 96S/48Q/32D Cuadro Individual – Cuadro de Dobles           | Suspendido debido a pandemia de coronavirus.        | Suspendido debido a pandemia de coronavirus. | Suspendido debido a pandemia de coronavirus. | Suspendido debido a pandemia de coronavirus.                          |
| 23 de marzo 30 de marzo | Miami Open presented by Itaú Miami, Estados Unidos WTA Premier Mandatory $ – Dura – 96S/48Q/32D Cuadro Individual – Cuadro de Dobles      | Suspendido debido a pandemia de coronavirus.        | Suspendido debido a pandemia de coronavirus. | Suspendido debido a pandemia de coronavirus. | Suspendido debido a pandemia de coronavirus.                          |

### Abril
| Semana      | Torneo | Campeonas                                    | Finalistas                                   | Semifinalistas                               | Cuartos de final                             |
| ----------- | --- | -------------------------------------------- | -------------------------------------------- | -------------------------------------------- | -------------------------------------------- |
| 6 de abril  | Claro Open Colsanitas Bogotá, Colombia WTA International $ – Tierra Batida (Roja) – 32S/24Q/16D Cuadro Individual – Cuadro de Dobles      | Suspendido debido a pandemia de coronavirus. | Suspendido debido a pandemia de coronavirus. | Suspendido debido a pandemia de coronavirus. | Suspendido debido a pandemia de coronavirus. |
| 13 de abril | Fed Cup by BNP Paribas - Final Budapest, Hungría – Tierra Batida (Roja)                                                                   | Suspendido debido a pandemia de coronavirus. | Suspendido debido a pandemia de coronavirus. | Suspendido debido a pandemia de coronavirus. | Suspendido debido a pandemia de coronavirus. |
| 20 de abril | Porsche Tennis Grand Prix Stuttgart, Alemania WTA Premier $ – Tierra Batida (Roja) (i) – 28S/32Q/16D Cuadro Individual – Cuadro de Dobles | Suspendido debido a pandemia de coronavirus. | Suspendido debido a pandemia de coronavirus. | Suspendido debido a pandemia de coronavirus. | Suspendido debido a pandemia de coronavirus. |

### Mayo
| Semana     | Torneo | Campeonas                                    | Finalistas                                   | Semifinalistas                               | Cuartos de final                             |
| ---------- | --- | -------------------------------------------- | -------------------------------------------- | -------------------------------------------- | -------------------------------------------- |
| 18 de mayo | Grand Prix de SAR La Princesse Lalla Meryem Rabat, Marruecos WTA International $ – Tierra Batida (Roja) – 32S/32Q/16D Cuadro Individual – Cuadro de Dobles | Suspendido debido a pandemia de coronavirus. | Suspendido debido a pandemia de coronavirus. | Suspendido debido a pandemia de coronavirus. | Suspendido debido a pandemia de coronavirus. |

### Junio
| Semana                  | Torneo | Campeonas | Finalistas | Semifinalistas                               | Cuartos de final                             |
| ----------------------- | --- | --- | --- | -------------------------------------------- | -------------------------------------------- |
| 8 de junio              | Nature Valley Open Nottingham, Gran Bretaña WTA International $ – Césped – 32S/24Q/16D Cuadro Individual – Cuadro de Dobles | Suspendido debido a pandemia de coronavirus.                                                                                               | Suspendido debido a pandemia de coronavirus.                                                                                             | Suspendido debido a pandemia de coronavirus. | Suspendido debido a pandemia de coronavirus. |
| 8 de junio              | Libéma Open 's-Hertogenbosch, Países Bajos WTA International € – Césped – 32S/24Q/16D Cuadro Individual – Cuadro de Dobles | Suspendido debido a pandemia de coronavirus.                                                                                               | Suspendido debido a pandemia de coronavirus.                                                                                             | Suspendido debido a pandemia de coronavirus. | Suspendido debido a pandemia de coronavirus. |
| 15 de junio             | Grass Court Championships Berlín, Alemania WTA Premier $ – Césped – 32S/24Q/16D Cuadro Individual – Cuadro de Dobles | Suspendido debido a pandemia de coronavirus.                                                                                               | Suspendido debido a pandemia de coronavirus.                                                                                             | Suspendido debido a pandemia de coronavirus. | Suspendido debido a pandemia de coronavirus. |
| 15 de junio             | Nature Valley Classic Birmingham, Gran Bretaña WTA International $ – Césped – 32S/24Q/16D Cuadro Individual – Cuadro de Dobles | Suspendido debido a pandemia de coronavirus.                                                                                               | Suspendido debido a pandemia de coronavirus.                                                                                             | Suspendido debido a pandemia de coronavirus. | Suspendido debido a pandemia de coronavirus. |
| 22 de junio             | Nature Valley International Eastbourne, Gran Bretaña WTA Premier $ – Césped – S/Q/16D Cuadro Individual – Cuadro de Dobles | Suspendido debido a pandemia de coronavirus.                                                                                               | Suspendido debido a pandemia de coronavirus.                                                                                             | Suspendido debido a pandemia de coronavirus. | Suspendido debido a pandemia de coronavirus. |
| 22 de junio             | Bad Homburg Open Bad Homburg, Alemania WTA International $ – Tierra Batida (Roja) – S/Q/16D Cuadro Individual – Cuadro de Dobles | Suspendido debido a pandemia de coronavirus.                                                                                               | Suspendido debido a pandemia de coronavirus.                                                                                             | Suspendido debido a pandemia de coronavirus. | Suspendido debido a pandemia de coronavirus. |
| 23 de junio 28 de junio | Credit One Bank Invitational Charleston, Estados Unidos $ – Tierra Batida (Verde) Torneo por equipos: por invitación de 16, en dos equipos de ocho mujeres. El torneo estaba originalmente programado para abril como un torneo WTA 500, pero los organizadores lo cambiaron a una exhibición usando un formato estilo Copa Laver. | Equipo Mattek-Sands - 26 Bethanie Mattek-Sands Sofia Kenin Jennifer Brady Eugenie Bouchard Caroline Dolehide Danielle Collins Emma Navarro | Equipo Keys - 22 Madison Keys Victoria Azarenka Sloane Stephens Amanda Anisimova Alison Riske Shelby Rogers Leylah Fernandez Monica Puig |                                              |                                              |
| 29 de junio 6 de julio  | The Championships, Wimbledon Londres, Gran Bretaña Grand Slam £ – Césped 128S/128Q/64D/16Q/48X Cuadro Individual – Cuadro de Dobles – Dobles Mixtos | Suspendido debido a pandemia de coronavirus.                                                                                               | Suspendido debido a pandemia de coronavirus.                                                                                             | Suspendido debido a pandemia de coronavirus. | Suspendido debido a pandemia de coronavirus. |

### Julio
| Semana      | Torneo | Campeonas                                   | Finalistas                                  | Semifinalistas                              | Cuartos de final                            |
| ----------- | --- | ------------------------------------------- | ------------------------------------------- | ------------------------------------------- | ------------------------------------------- |
| 13 de julio | Bucharest Open Bucarest, Rumania WTA International $ – Tierra Batida (Roja) – 32S/32Q/16D Cuadro Individual – Cuadro de Dobles             | Suspendido debido a pandemia de coronavirus | Suspendido debido a pandemia de coronavirus | Suspendido debido a pandemia de coronavirus | Suspendido debido a pandemia de coronavirus |
| 13 de julio | Ladies Championships Lausanne Lausana, Suiza WTA International $ – Tierra Batida (Roja) – 32S/24Q/16D Cuadro Individual – Cuadro de Dobles | Suspendido debido a pandemia de coronavirus | Suspendido debido a pandemia de coronavirus | Suspendido debido a pandemia de coronavirus | Suspendido debido a pandemia de coronavirus |
| 20 de julio | Baltic Open Jurmala, Letonia WTA International $ – Tierra Batida (Roja) – 32S/24Q/16D Cuadro Individual – Cuadro de Dobles                 | Suspendido debido a pandemia de coronavirus | Suspendido debido a pandemia de coronavirus | Suspendido debido a pandemia de coronavirus | Suspendido debido a pandemia de coronavirus |
| 27 de julio | Juegos Olímpicos Tokio, Japón Juegos de la XXXII Olimpiada Dura – 64S/32D/16X Cuadro Individual – Cuadro de Dobles – Dobles Mixtos         | Suspendido debido a pandemia de coronavirus | Suspendido debido a pandemia de coronavirus | Suspendido debido a pandemia de coronavirus | Suspendido debido a pandemia de coronavirus |

### Agosto
| Semana                       | Torneo | Campeonas                                   | Finalistas                              | Semifinalistas                       | Cuartos de final                                                           |
| ---------------------------- | --- | ------------------------------------------- | --------------------------------------- | ------------------------------------ | -------------------------------------------------------------------------- |
| 3 de agosto                  | Palermo Open Palermo, Italia WTA International €163,103 – Tierra Batida (Roja) – 32S/32Q/16D Cuadro Individual – Cuadro de Dobles                                | Fiona Ferro 6-2, 7-5                        | Anett Kontaveit                         | Petra Martić Camila Giorgi           | Aliaksandra Sasnovich Elisabetta Cocciaretto Sara Errani Dayana Yastremska |
| 3 de agosto                  | Palermo Open Palermo, Italia WTA International €163,103 – Tierra Batida (Roja) – 32S/32Q/16D Cuadro Individual – Cuadro de Dobles                                | Arantxa Rus Tamara Zidanšek 7-5, 7-5        | Elisabetta Cocciaretto Martina Trevisan | Petra Martić Camila Giorgi           | Aliaksandra Sasnovich Elisabetta Cocciaretto Sara Errani Dayana Yastremska |
| 10 de agosto                 | Prague Open Praga, República Checa WTA International $225,500 – Tierra Batida (Roja) – 32S/24Q/16D Cuadro Individual – Cuadro de Dobles                          | Simona Halep 6-2, 7-5                       | Elise Mertens                           | Irina-Camelia Begu Kristýna Plíšková | Magdalena Fręch Sara Sorribes Eugénie Bouchard Ana Bogdan                  |
| 10 de agosto                 | Prague Open Praga, República Checa WTA International $225,500 – Tierra Batida (Roja) – 32S/24Q/16D Cuadro Individual – Cuadro de Dobles                          | Lucie Hradecká Kristýna Plíšková 6-2, 6-2   | Monica Niculescu Ioana Raluca Olaru     | Irina-Camelia Begu Kristýna Plíšková | Magdalena Fręch Sara Sorribes Eugénie Bouchard Ana Bogdan                  |
| 10 de agosto                 | Top Seed Open presented by Bluegrass Orthopaedics Lexington, Estados Unidos WTA International $225,500 – Dura – 32S/32Q/16D Cuadro Individual – Cuadro de Dobles | Jennifer Brady 6-3, 6-4                     | Jil Teichmann                           | Shelby Rogers Cori Gauff             | Serena Williams Catherine Bellis Marie Bouzková Ons Jabeur                 |
| 10 de agosto                 | Top Seed Open presented by Bluegrass Orthopaedics Lexington, Estados Unidos WTA International $225,500 – Dura – 32S/32Q/16D Cuadro Individual – Cuadro de Dobles | Hayley Carter Luisa Stefani 6-1, 7-5        | Marie Bouzková Jil Teichmann            | Shelby Rogers Cori Gauff             | Serena Williams Catherine Bellis Marie Bouzková Ons Jabeur                 |
| 17 de agosto                 | No hubo torneos programados. | No hubo torneos programados.                | No hubo torneos programados.            | No hubo torneos programados.         | No hubo torneos programados.                                               |
| 24 de agosto                 | Western & Southern Open Nueva York, Estados Unidos WTA Premier 5 $2,250,829 – Dura – 56S/48Q/28D Cuadro Individual – Cuadro de Dobles                            | Victoria Azárenka w/o                       | Naomi Osaka                             | Elise Mertens Johanna Konta          | Jessica Pegula Anett Kontaveit María Sákkari Ons Jabeur                    |
| 24 de agosto                 | Western & Southern Open Nueva York, Estados Unidos WTA Premier 5 $2,250,829 – Dura – 56S/48Q/28D Cuadro Individual – Cuadro de Dobles                            | Květa Peschke Demi Schuurs 6-1, 4-6, [10-4] | Nicole Melichar Yifan Xu                | Elise Mertens Johanna Konta          | Jessica Pegula Anett Kontaveit María Sákkari Ons Jabeur                    |
| 31 de agosto 7 de septiembre | U.S. Open Nueva York, Estados Unidos Grand Slam $21,656,000 – Dura – 128S/32D Cuadro Individual – Cuadro de Dobles                                               | Naomi Osaka 1-6, 6-3, 6-3                   | Victoria Azárenka                       | Jennifer Brady Serena Williams       | Yulia Putintseva Shelby Rogers Tsvetana Pironkova Elise Mertens            |
| 31 de agosto 7 de septiembre | U.S. Open Nueva York, Estados Unidos Grand Slam $21,656,000 – Dura – 128S/32D Cuadro Individual – Cuadro de Dobles                                               | Laura Siegemund Vera Zvonareva 6-4, 6-4     | Nicole Melichar Yifan Xu                | Jennifer Brady Serena Williams       | Yulia Putintseva Shelby Rogers Tsvetana Pironkova Elise Mertens            |

### Septiembre
| Semana                        | Torneo | Campeonas                                   | Finalistas                                  | Semifinalistas                              | Cuartos de final                                                   |
| ----------------------------- | --- | ------------------------------------------- | ------------------------------------------- | ------------------------------------------- | ------------------------------------------------------------------ |
| 7 de septiembre               | Tennis Championship Istanbul Estambul, Turquía WTA International $225,500 – Tierra Batida (Roja) – 32S/24Q/16D Cuadro Individual – Cuadro de Dobles    | Patricia Maria Țig 2-6, 6-1, 7-6(4)         | Eugénie Bouchard                            | Paula Badosa Tereza Martincová              | Danka Kovinić Polona Hercog Aliaksandra Sasnovich Rebecca Peterson |
| 7 de septiembre               | Tennis Championship Istanbul Estambul, Turquía WTA International $225,500 – Tierra Batida (Roja) – 32S/24Q/16D Cuadro Individual – Cuadro de Dobles    | Alexa Guarachi Desirae Krawczyk 6-1, 6-3    | Ellen Perez Storm Sanders                   | Paula Badosa Tereza Martincová              | Danka Kovinić Polona Hercog Aliaksandra Sasnovich Rebecca Peterson |
| 14 de septiembre              | Mutua Madrid Open Madrid, España WTA Premier Mandatory € – Tierra Batida (Roja) – 64S/32Q/28D Cuadro Individual – Cuadro de Dobles                     | Suspendido debido a pandemia de coronavirus | Suspendido debido a pandemia de coronavirus | Suspendido debido a pandemia de coronavirus | Suspendido debido a pandemia de coronavirus                        |
| 14 de septiembre              | Internazionali BNL d'Italia Roma, Italia WTA Premier 5 €1,692,169 – Tierra Batida (Roja) – 56S/32Q/28D Cuadro Individual – Cuadro de Dobles            | Simona Halep 6-0, 2-1, ret.                 | Karolína Plíšková                           | Garbiñe Muguruza Markéta Vondroušová        | Yulia Putintseva Victoria Azárenka Elina Svitólina Elise Mertens   |
| 14 de septiembre              | Internazionali BNL d'Italia Roma, Italia WTA Premier 5 €1,692,169 – Tierra Batida (Roja) – 56S/32Q/28D Cuadro Individual – Cuadro de Dobles            | Su-Wei Hsieh Barbora Strýcová 6-2, 6-2      | Anna-Lena Friedsam Ioana Raluca Olaru       | Garbiñe Muguruza Markéta Vondroušová        | Yulia Putintseva Victoria Azárenka Elina Svitólina Elise Mertens   |
| 21 de septiembre              | Internationaux de Strasbourg Estrasburgo, Francia WTA International €225,500 – Tierra Batida (Roja) – 32S/24Q/16D Cuadro Individual – Cuadro de Dobles | Elina Svitólina 6-4, 1-6, 6-2               | Elena Rybakina                              | Nao Hibino Aryna Sabalenka                  | Jeļena Ostapenko Shuai Zhang Kateřina Siniaková Jil Teichmann      |
| 21 de septiembre              | Internationaux de Strasbourg Estrasburgo, Francia WTA International €225,500 – Tierra Batida (Roja) – 32S/24Q/16D Cuadro Individual – Cuadro de Dobles | Nicole Melichar Demi Schuurs 6-4, 6-3       | Hayley Carter Luisa Stefani                 | Nao Hibino Aryna Sabalenka                  | Jeļena Ostapenko Shuai Zhang Kateřina Siniaková Jil Teichmann      |
| 28 de septiembre 5 de octubre | Roland Garros París, Francia Grand Slam €18,209,040 – Tierra Batida (Roja) 128S/96Q/64D/32X Cuadro Individual – Cuadro de Dobles                       | Iga Świątek 6-4, 6-1                        | Sofia Kenin                                 | Nadia Podoroska Petra Kvitová               | Martina Trevisan Elina Svitólina Danielle Collins Laura Siegemund  |
| 28 de septiembre 5 de octubre | Roland Garros París, Francia Grand Slam €18,209,040 – Tierra Batida (Roja) 128S/96Q/64D/32X Cuadro Individual – Cuadro de Dobles                       | Tímea Babos Kristina Mladenovic 6-4, 7-5    | Alexa Guarachi Desirae Krawczyk             | Nadia Podoroska Petra Kvitová               | Martina Trevisan Elina Svitólina Danielle Collins Laura Siegemund  |

### Octubre
| Semana        | Torneo | Campeonas                                    | Finalistas                                   | Semifinalistas                               | Cuartos de final                                            |
| ------------- | --- | -------------------------------------------- | -------------------------------------------- | -------------------------------------------- | ----------------------------------------------------------- |
| 5 de octubre  | KEB Hana Bank Korea Open Seúl, Corea del Sur WTA International $ – Dura – 32S/24Q/16D Cuadro Individual– Cuadro de Dobles                | Suspendido debido a pandemia de coronavirus  | Suspendido debido a pandemia de coronavirus  | Suspendido debido a pandemia de coronavirus  | Suspendido debido a pandemia de coronavirus                 |
| 12 de octubre | China Open Pekín, China WTA Premier Mandatory $ – Dura – 60S/32Q/28D Cuadro Individua – Cuadro de Dobles                                 | Suspendido debido a pandemia de coronavirus  | Suspendido debido a pandemia de coronavirus  | Suspendido debido a pandemia de coronavirus  | Suspendido debido a pandemia de coronavirus                 |
| 19 de octubre | Wuhan Open Wuhan, China WTA Premier 5 $ – Dura – 56S/32Q/28D Cuadro Individual – Cuadro de Dobles                                        | Suspendido debido a pandemia de coronavirus  | Suspendido debido a pandemia de coronavirus  | Suspendido debido a pandemia de coronavirus  | Suspendido debido a pandemia de coronavirus                 |
| 19 de octubre | J&T Banka Ostrava Open Ostrava, República Checa WTA Premier $528,500 – Dura (i) – 28S/24Q/16D Cuadro Individual – Cuadro de Dobles       | Aryna Sabalenka 6-2, 6-2                     | Victoria Azárenka                            | María Sákkari Jennifer Brady                 | Ons Jabeur Elise Mertens Sara Sorribes Veronika Kudermétova |
| 19 de octubre | J&T Banka Ostrava Open Ostrava, República Checa WTA Premier $528,500 – Dura (i) – 28S/24Q/16D Cuadro Individual – Cuadro de Dobles       | Elise Mertens Aryna Sabalenka 6-1, 6-3       | Gabriela Dabrowski Luisa Stefani             | María Sákkari Jennifer Brady                 | Ons Jabeur Elise Mertens Sara Sorribes Veronika Kudermétova |
| 19 de octubre | Jiangxi Open Nanchang, China WTA International $ – Dura – 32S/24Q/16D Cuadro Individual – Cuadro de Dobles                               | Suspendido debido a pandemia de coronavirus. | Suspendido debido a pandemia de coronavirus. | Suspendido debido a pandemia de coronavirus. | Suspendido debido a pandemia de coronavirus.                |
| 19 de octubre | BGL BNP Paribas Luxembourg Open Luxemburgo, Luxemburgo WTA International $ – Dura (i) – 32S/32Q/16D Cuadro Individual – Cuadro de Dobles | Suspendido debido a pandemia de coronavirus. | Suspendido debido a pandemia de coronavirus. | Suspendido debido a pandemia de coronavirus. | Suspendido debido a pandemia de coronavirus.                |
| 26 de octubre | ICBC Credit Card Zhengzhou Open Zhengzhou, China WTA Premier $ – Dura – 28S/32Q/16D Cuadro Individual – Cuadro de Dobles                 | Suspendido debido a pandemia de coronavirus. | Suspendido debido a pandemia de coronavirus. | Suspendido debido a pandemia de coronavirus. | Suspendido debido a pandemia de coronavirus.                |

### Noviembre
| Semana          | Torneo | Campeonas                                   | Finalistas                                  | Semifinalistas                              | Cuartos de final                                                        |
| --------------- | --- | ------------------------------------------- | ------------------------------------------- | ------------------------------------------- | ----------------------------------------------------------------------- |
| 2 de noviembre  | VTB Kremlin Cup Moscú, Rusia WTA Premier $ – Dura (i) – 28S/32Q/16D Cuadro Individual – Cuadro de Dobles                             | Suspendido debido a pandemia de coronavirus | Suspendido debido a pandemia de coronavirus | Suspendido debido a pandemia de coronavirus | Suspendido debido a pandemia de coronavirus                             |
| 2 de noviembre  | Toray Pan Pacific Open Tokio, Japón WTA Premier $ – Dura – 28S/24Q/16D Cuadro Individual – Cuadro de Dobles                          | Suspendido debido a pandemia de coronavirus | Suspendido debido a pandemia de coronavirus | Suspendido debido a pandemia de coronavirus | Suspendido debido a pandemia de coronavirus                             |
| 9 de noviembre  | Shiseido WTA Finals Shenzhen Shenzhen, China Campeonato de Fin de Año $ – Dura (i) – 8S (RR)/8D Cuadro Individual – Cuadro de Dobles | Suspendido debido a pandemia de coronavirus | Suspendido debido a pandemia de coronavirus | Suspendido debido a pandemia de coronavirus | Suspendido debido a pandemia de coronavirus                             |
| 9 de noviembre  | Upper Austria Ladies Linz Linz, Austria WTA International $225,500 – Dura – 32S/24Q/16D Cuadro Individual – Cuadro de Dobles         | Aryna Sabalenka 7-5, 6-2                    | Elise Mertens                               | Barbora Krejčíková Ekaterina Alexandrova    | Océane Dodin Aliaksandra Sasnovich Nadia Podoroska Veronika Kudermétova |
| 9 de noviembre  | Upper Austria Ladies Linz Linz, Austria WTA International $225,500 – Dura – 32S/24Q/16D Cuadro Individual – Cuadro de Dobles         | Arantxa Rus Tamara Zidanšek 6-3, 6-4        | Lucie Hradecká Kateřina Siniaková           | Barbora Krejčíková Ekaterina Alexandrova    | Océane Dodin Aliaksandra Sasnovich Nadia Podoroska Veronika Kudermétova |
| 16 de noviembre | WTA Elite Trophy Zhuhai, China Campeonato de Fin de Año $ – Dura (i) – 12S (RR)/6D (RR) Cuadro Individual – Cuadro Dobles            | Suspendido debido a pandemia de coronavirus | Suspendido debido a pandemia de coronavirus | Suspendido debido a pandemia de coronavirus | Suspendido debido a pandemia de coronavirus                             |
| 23 de noviembre | Guangzhou Open Guangzhou, China WTA International $ – Dura – 32S/24Q/16D Cuadro Individual – Cuadro de Dobles                        | Suspendido debido a pandemia de coronavirus | Suspendido debido a pandemia de coronavirus | Suspendido debido a pandemia de coronavirus | Suspendido debido a pandemia de coronavirus                             |

## Resumen por títulos

### Individual

#### Por tenistas
| N.º | Tenista               | TOTAL | Grand Slam * | Premier Mandatory | Premier 5 | Premier | International * |
| 1   | Simona Halep          | 3     |              |                   | 1         | 1       | 1               |
| 1   | Aryna Sabalenka       | 3     |              |                   | 1         | 1       | 1               |
| 3   | Sofia Kenin           | 2     | 1            |                   |           |         | 1               |
| 3   | Elina Svitólina       | 2     |              |                   |           |         | 2               |
| 5   | Naomi Osaka           | 1     | 1            |                   |           |         |                 |
| 5   | Iga Świątek           | 1     | 1            |                   |           |         |                 |
| 5   | Victoria Azárenka     | 1     |              |                   | 1         |         |                 |
| 5   | Ashleigh Barty        | 1     |              |                   |           | 1       |                 |
| 5   | Kiki Bertens          | 1     |              |                   |           | 1       |                 |
| 5   | Karolína Plíšková     | 1     |              |                   |           | 1       |                 |
| 5   | Ekaterina Alexandrova | 1     |              |                   |           |         | 1               |
| 5   | Jennifer Brady        | 1     |              |                   |           |         | 1               |
| 5   | Fiona Ferro           | 1     |              |                   |           |         | 1               |
| 5   | Magda Linette         | 1     |              |                   |           |         | 1               |
| 5   | Elena Rybakina        | 1     |              |                   |           |         | 1               |
| 5   | Patricia Maria Țig    | 1     |              |                   |           |         | 1               |
| 5   | Heather Watson        | 1     |              |                   |           |         | 1               |
| 5   | Serena Williams       | 1     |              |                   |           |         | 1               |

#### Por países
| N.º | País            | TOTAL | Grand Slam * | Premier Mandatory | Premier 5 | Premier | International * |
| 1   | Estados Unidos  | 4     | 1            |                   |           |         | 3               |
| 1   | Bielorrusia     | 4     |              |                   | 2         | 1       | 1               |
| 1   | Rumania         | 4     |              |                   | 1         | 1       | 2               |
| 4   | Polonia         | 2     | 1            |                   |           |         | 1               |
| 4   | Ucrania         | 2     |              |                   |           |         | 2               |
| 6   | Japón           | 1     | 1            |                   |           |         |                 |
| 6   | Australia       | 1     |              |                   |           | 1       |                 |
| 6   | Países Bajos    | 1     |              |                   |           | 1       |                 |
| 6   | República Checa | 1     |              |                   |           | 1       |                 |
| 6   | Francia         | 1     |              |                   |           |         | 1               |
| 6   | Kazajistán      | 1     |              |                   |           |         | 1               |
| 6   | Reino Unido     | 1     |              |                   |           |         | 1               |
| 6   | Rusia           | 1     |              |                   |           |         | 1               |

### Dobles

#### Por tenistas
| N.º | Tenista             | TOTAL | Grand Slam * | Premier Mandatory | Premier 5 | Premier | International * |
| 1   | Su-Wei Hsieh        | 4     |              |                   | 2         | 2       |                 |
| 1   | Barbora Strýcová    | 4     |              |                   | 2         | 2       |                 |
| 3   | Tímea Babos         | 2     | 2            |                   |           |         |                 |
| 3   | Kristina Mladenovic | 2     | 2            |                   |           |         |                 |
| 3   | Demi Schuurs        | 2     |              |                   | 1         |         | 1               |
| 3   | Nicole Melichar     | 2     |              |                   |           | 1       | 1               |
| 3   | Desirae Krawczyk    | 2     |              |                   |           |         | 2               |
| 3   | Arantxa Rus         | 2     |              |                   |           |         | 2               |
| 3   | Tamara Zidanšek     | 2     |              |                   |           |         | 2               |
| 10  | Laura Siegemund     | 1     | 1            |                   |           |         |                 |
| 10  | Vera Zvonareva      | 1     | 1            |                   |           |         |                 |
| 10  | Květa Peschke       | 1     |              |                   | 1         |         |                 |
| 10  | Shuko Aoyama        | 1     |              |                   |           | 1       |                 |
| 10  | Elise Mertens       | 1     |              |                   |           | 1       |                 |
| 10  | Aryna Sabalenka     | 1     |              |                   |           | 1       |                 |
| 10  | Ena Shibahara       | 1     |              |                   |           | 1       |                 |
| 10  | Yifan Xu            | 1     |              |                   |           | 1       |                 |
| 10  | Kateryna Bondarenko | 1     |              |                   |           |         | 1               |
| 10  | Hayley Carter       | 1     |              |                   |           |         | 1               |
| 10  | Sharon Fichman      | 1     |              |                   |           |         | 1               |
| 10  | Alexa Guarachi      | 1     |              |                   |           |         | 1               |
| 10  | Lucie Hradecká      | 1     |              |                   |           |         | 1               |
| 10  | Nadiia Kichenok     | 1     |              |                   |           |         | 1               |
| 10  | Barbora Krejčíková  | 1     |              |                   |           |         | 1               |
| 10  | Sania Mirza         | 1     |              |                   |           |         | 1               |
| 10  | Asia Muhammad       | 1     |              |                   |           |         | 1               |
| 10  | Giuliana Olmos      | 1     |              |                   |           |         | 1               |
| 10  | Laura Ioana Paar    | 1     |              |                   |           |         | 1               |
| 10  | Kristýna Plíšková   | 1     |              |                   |           |         | 1               |
| 10  | Arina Rodiónova     | 1     |              |                   |           |         | 1               |
| 10  | Storm Sanders       | 1     |              |                   |           |         | 1               |
| 10  | Kateřina Siniaková  | 1     |              |                   |           |         | 1               |
| 10  | Luisa Stefani       | 1     |              |                   |           |         | 1               |
| 10  | Taylor Townsend     | 1     |              |                   |           |         | 1               |
| 10  | Julia Wachaczyk     | 1     |              |                   |           |         | 1               |

#### Por países
| N.º | País            | TOTAL | Grand Slam * | Premier Mandatory | Premier 5 | Premier | International * |
| 1   | República Checa | 9     |              |                   | 3         | 2       | 4               |
| 2   | Estados Unidos  | 7     |              |                   |           | 1       | 6               |
| 3   | China Taipéi    | 4     |              |                   | 2         | 2       |                 |
| 3   | Países Bajos    | 4     |              |                   | 1         |         | 3               |
| 5   | Francia         | 2     | 2            |                   |           |         |                 |
| 5   | Hungría         | 2     | 2            |                   |           |         |                 |
| 5   | Alemania        | 2     | 1            |                   |           |         | 1               |
| 5   | Japón           | 2     |              |                   |           | 2       |                 |
| 5   | Australia       | 2     |              |                   |           |         | 2               |
| 5   | Eslovenia       | 2     |              |                   |           |         | 2               |
| 5   | Ucrania         | 2     |              |                   |           |         | 2               |
| 12  | Rusia           | 1     | 1            |                   |           |         |                 |
| 12  | Bélgica         | 1     |              |                   |           | 1       |                 |
| 12  | Bielorrusia     | 1     |              |                   |           | 1       |                 |
| 12  | China           | 1     |              |                   |           | 1       |                 |
| 12  | Brasil          | 1     |              |                   |           |         | 1               |
| 12  | Canadá          | 1     |              |                   |           |         | 1               |
| 12  | Chile           | 1     |              |                   |           |         | 1               |
| 12  | India           | 1     |              |                   |           |         | 1               |
| 12  | México          | 1     |              |                   |           |         | 1               |
| 12  | Rumania         | 1     |              |                   |           |         | 1               |

(*) Dentro de la columna de Grand Slam, se incluye el torneo de la WTA Tour Championships y los Juegos Olímpicos, con un (+1) y en la columna de International se incluye el WTA Elite Trophy, con un (+1).

### Dobles Mixto

#### Por tenistas
| N.º | Tenista            | TOTAL | Grand Slam |
| 1   | Barbora Krejčíková | 1     | 1          |
| 1   | Nikola Mektić      | 1     | 1          |

#### Por países
| N.º | País            | TOTAL | Grand Slam |
| 1   | Croacia         | 1     | 1          |
| 1   | República Checa | 1     | 1          |

### Detalles de los títulos
Las siguientes jugadoras ganaron su primer título del circuito en individual o dobles:
Individual
- Ekaterina Alexandrova  – Shenzhen (Cuadro)
- Jennifer Brady  – Lexington (Cuadro)
- Patricia Maria Țig  – Estambul (Cuadro)
- Iga Świątek  – Roland Garros (Cuadro)

Dobles
- Taylor Townsend  – Auckland (Cuadro)
- Arina Rodiónova  – Hua Hin (Cuadro)
- Laura Ioana Paar  – Lyon (Cuadro)
- Julia Wachaczyk  – Lyon (Cuadro)

Las siguientes jugadoras defendieron con éxito el título conseguido la temporada pasada en individual o dobles:
Individual
- Karolína Plíšková  – Brisbane (Cuadro)
- Kiki Bertens  – San Petersburgo (Cuadro)

Dobles
- Su-Wei Hsieh  – Dubái (Cuadro)
- Barbora Strýcová  – Dubái (Cuadro)
- Tímea Babos  – Roland Garros (Cuadro)
- Kristina Mladenovic  – Roland Garros (Cuadro)

## Distribución de puntos
| Categoría                      | G    | F    | SF                                           | CF                                           | R16                                          | R32                                          | R64                                          | R128                                         | Q                                            | Q3                                           | Q2                                           | Q1                                           |
| Grand Slam (S)                 | 2000 | 1300 | 780                                          | 430                                          | 240                                          | 130                                          | 70                                           | 10                                           | 40                                           | 30                                           | 20                                           | 2                                            |
| Grand Slam (D)                 | 2000 | 1300 | 780                                          | 430                                          | 240                                          | 130                                          | 10                                           | –                                            | 48                                           | –                                            | –                                            | –                                            |
| WTA Finals (S)                 | +450 | +360 | (230 por cada victoria, 70 por cada derrota) | (230 por cada victoria, 70 por cada derrota) | (230 por cada victoria, 70 por cada derrota) | (230 por cada victoria, 70 por cada derrota) | (230 por cada victoria, 70 por cada derrota) | (230 por cada victoria, 70 por cada derrota) | (230 por cada victoria, 70 por cada derrota) | (230 por cada victoria, 70 por cada derrota) | (230 por cada victoria, 70 por cada derrota) | (230 por cada victoria, 70 por cada derrota) |
| WTA Finals (D)                 | 1500 | 1050 | 690                                          | 460                                          |                                              |                                              |                                              |                                              |                                              |                                              |                                              |                                              |
| WTA Premier Mandatory (96S)    | 1000 | 650  | 390                                          | 215                                          | 120                                          | 65                                           | 35                                           | 10                                           | 30                                           | –                                            | 20                                           | 2                                            |
| WTA Premier Mandatory (64S)    | 1000 | 650  | 390                                          | 215                                          | 120                                          | 65                                           | 10                                           | –                                            | 30                                           | –                                            | 20                                           | 2                                            |
| WTA Premier Mandatory (28/32D) | 1000 | 650  | 390                                          | 215                                          | 120                                          | 10                                           | –                                            | –                                            | –                                            | –                                            | –                                            | –                                            |
| WTA Premier 5 (56S)            | 900  | 585  | 350                                          | 190                                          | 105                                          | 60                                           | 1                                            | –                                            | 30                                           | 20                                           | 12                                           | 1                                            |
| WTA Premier 5 (28D)            | 900  | 585  | 350                                          | 190                                          | 105                                          | 1                                            | –                                            | –                                            | –                                            | –                                            | –                                            | –                                            |
| WTA Premier (56S)              | 470  | 305  | 185                                          | 100                                          | 55                                           | 30                                           | 1                                            | –                                            | 12                                           | –                                            | 8                                            | 1                                            |
| WTA Premier (32S)              | 470  | 305  | 185                                          | 100                                          | 55                                           | 1                                            | –                                            | –                                            | 20                                           | 16                                           | 10                                           | 1                                            |
| WTA Premier (16D)              | 470  | 305  | 185                                          | 100                                          | 1                                            | –                                            | –                                            | –                                            | –                                            | –                                            | –                                            | –                                            |
| WTA Elite Trophy               | +260 | +200 | (120 por cada victoria, 40 por cada derrota) | (120 por cada victoria, 40 por cada derrota) | (120 por cada victoria, 40 por cada derrota) | (120 por cada victoria, 40 por cada derrota) | (120 por cada victoria, 40 por cada derrota) | (120 por cada victoria, 40 por cada derrota) | (120 por cada victoria, 40 por cada derrota) | (120 por cada victoria, 40 por cada derrota) | (120 por cada victoria, 40 por cada derrota) | (120 por cada victoria, 40 por cada derrota) |
| WTA International (56S)        | 280  | 180  | 110                                          | 60                                           | 30                                           | 15                                           | 1                                            | –                                            | 10                                           | –                                            | 6                                            | 1                                            |
| WTA International (32S)        | 280  | 180  | 110                                          | 60                                           | 30                                           | 1                                            | –                                            | –                                            | 18                                           | 14                                           | 10                                           | 1                                            |
| WTA International (16D)        | 280  | 180  | 110                                          | 60                                           | 1                                            | –                                            | –                                            | –                                            | –                                            | –                                            | –                                            | –                                            |

## Retiros
- Dominika Cibulková nació el 6 de mayo de 1989 en Bratislava, Eslovaquia, se convirtió en profesional en 2004 y alcanzó el ranking de no. 5 en singles. Disputó la final el Abierto de Australia en 2014.[16]

- Julia Görges nació el 2 de noviembre de 1988 en Bad Oldesloe, Alemania, alcanzó el ranking de no. 9 en singles. Ganó 7 títulos en singles y 5 en dobles.[17]

- Ekaterina Makarova nació el 7 de junio de 1988 en Moscú, Rusia, se convirtió en profesional en 2004 y alcanzó el ranking de no. 8 en singles y el no. 1 en dobles. Ganó tres Grand Slams en dobles y uno en dobles mixto.[18]

- María José Martínez nació el 12 de agosto de 1982 en Murcia, España, se convirtió en profesional en 1998 y alcanzó el ranking de no. 19 en singles y el no. 4 en dobles. En 2009 ganó el WTA Tour Championships junto con Nuria Llagostera.[19]

- Mandy Minella nació el 22 de noviembre de 1985 en Luxemburgo, se convirtió en profesional en 2001 y alcanzó el ranking de no. 6 en singles y el no. 43 en dobles. Ganó dos títulos en dobles.[20]

- Pauline Parmentier nació el 31 de enero de 1986 en Cucq, Francia, se convirtió en profesional en 2000 y alcanzó el ranking de no. 40 en singles. Ganó cuatro títulos en singles.[21]

- María Sharápova nació el 19 de abril de 1987 en Niagan, Rusia, se convirtió en profesional en 2001 y alcanzó el ranking de no. 1 en singles. Ganó cinco Grand Slam y 36 títulos a lo largo de su carrera.[22]

- Carla Suárez nació el 3 de septiembre de 1988 en España, se convirtió en profesional en 2003 y alcanzó el ranking de no. 6 en singles y el no. 11 en dobles. Ganó dos títulos en singles y tres en dobles.[23]

- Caroline Wozniacki nació el 11 de julio de 1990 en Odense, Dinamarca, se convirtió en profesional en 2005 y alcanzó el ranking de no. 1 en singles. Ganó el Abierto de Australia en 2018.[24]